# 方富宇
方富宇（英語：Ivan Kenneth Fong，1961年8月3日—）是一名美國律師，奧巴馬政府時期的前美國國土安全部總法律顧問。2012年10月至2022年2月，他擔任3M公司的總法律顧問，也在美敦力擔任執行副總裁、總法律顧問和秘書等職務。

## 外部連結
- C-SPAN內的頁面（英文）